# 2.2.2-プロペラン
[2.2.2]プロペラン(2.2.2-Propellane)は、プロペランの仲間の有機化合物である。正式名称はトリシクロ[2.2.2.01,4]オクタン、である。化学式C8H12またはC2(=C2H4)3の炭化水素で、それぞれ4つの炭素原子から構成され、1つのC-C結合を共有する3つの環を持つ。
この化合物は、[1.1.1]プロペランほどではないが、不安定である。共有炭素の結合角は、かなり歪んでおり、そのうち3つは90°に近く、他の3つは120°である。ひずみエネルギーは、93 kcal/mol (390 kJ/mol)と推定される。

## 合成
[2.2.2]プロペランは、1973年に、先にキュバンを合成していたフィリップ・イートンのグループによって、下記の方法で初めて合成された。
この合成は、エチレンのシクロヘキサン誘導体1への光化学[2+2]環化付加反応により、二環式化合物2を生成するところから始まり、続いて、カリウム tert-ブトキシドによる酢酸の脱離反応によってシクロブテン3が生成する。その後、二度目のエチレンの環化付加反応により化合物4となる。この化合物は、酢酸とナトリウムメトキシドを用いた脱プロトン化とp-トルエンスルホニルアジドとの反応によってジアゾケトン5となり、さらにウルフ転位によってケトン6となる。オゾン酸化によってケトン7が生成し、さらに二度目のジアゾ化によってケトン8が生じる。これは、二度目のウルフ転位によってケトン9となる。ジメチルアミンとの反応によって、ジメチルアミド置換基のついた[2.2.2]プロペランの骨格10が得られる。
最終生成物10は、室温での半減期28分で。溶液中で自発的に異性化し、単環アミド11となる。

## 誘導体
高度にフッ素化された[2.2.2]プロペランがデヴィッド・レマルのグループにより合成された。